# Vuelta a Costa Rica 2023
La Vuelta a Costa Rica 2023 fue la 57.ª edición de la Vuelta a Costa Rica, una competición de ciclismo en ruta que se celebró del 16 al 25 de diciembre del 2023 en Costa Rica. Inició en la ciudad de Heredia en la provincia del Heredia y finalizó con la ya histórica etapa «Circuito Presidente» en la provincia de Heredia. El recorrido constó de un total de 10 etapas sobre una distancia de 1,170.5 km.
La carrera forma parte del UCI America Tour 2024 bajo la categoría 2.2.

## Equipos participantes
Fueron invitados a participar un total de trece equipos (siete nacionales y seis internacionales), sin embargo los internacionales Canel's Pro Cycling y la selección de Colombia declinaron su participación por situaciones de salud de sus corredores y problemas en su calendario de carreras para el próximo año 2024, respectivamente. 
Por lo que al final la Carrera se formalizo y arranco con 11 escuadras que constaban de un pelotón de 76 ciclistas de los cuales finalizaron 59.

### Equipos
(*): No participaron.
| Nacionales                                              | Extranjeros                     |
| ------------------------------------------------------- | ------------------------------- |
| 7C - Economy - Lacoinex                                 | Movistar-Best PC                |
| Team Costa Frut - Go Rigo Go - Giant                    | Stichting Universe Cycling Team |
| Colono - Bikestation - Kölbi                            | Selección Colombia*             |
| Team CMS - Prefabricados San Carlos                     | Selección Guatemala             |
| Distribuidora Cruz - Tecnoforest - Atómica - Tramasport | Canel's Pro Cycling *           |
| Ciclo Café - Coffee Experts - Repuestos Mena - Volcano  | Real Estelí                     |
| BCT - Arroz Ezio - Team Montoya                         |                                 |

## Recorrido
| Etapa      | Fecha     | Recorrido                                                       | type                     | Distancia (km) | Ganador                | Líder           |
| ---------- | --------- | --------------------------------------------------------------- | ------------------------ | -------------- | ---------------------- | --------------- |
| 1.ª etapa  | 16 de dic | Cantón de Heredia – Cañas                                       | etapa llana              | 151,52         | Pablo Mudarra          | Pablo Mudarra   |
| 2.ª etapa  | 17 de dic | Cañas – Liberia                                                 | etapa llana              | 160,6          | Donovan Ramírez        | Donovan Ramírez |
| 3.ª etapa  | 18 de dic | Bagaces – Curubandé                                             | contrarreloj por equipos | 41,27          | 7C-Economy-Lacoinex    | Donovan Ramírez |
| 4.ª etapa  | 19 de dic | Liberia – Naranjo                                               | etapa de media montaña   | 172,29         | Brian Salas            | Donovan Ramírez |
| 5.ª etapa  | 20 de dic | San Ramón – San Ramón                                           | etapa de media montaña   | 99,87          | Kevin Rivera           | Sergio Arias    |
| 6.ª etapa  | 21 de dic | Estadio Nacional de Costa Rica – Estadio Nacional de Costa Rica | etapa escarpada          | 111,07         | Ricardo Rouillon       | Sergio Arias    |
| 7.ª etapa  | 22 de dic | San José – Cantón de Pérez Zeledón                              | etapa de montaña         | 126,67         | Byron Guamá            | Sergio Arias    |
| 8.ª etapa  | 23 de dic | Cantón de Pérez Zeledón – Cantón de Oreamuno                    | etapa de montaña         | 117,26         | Richard Huera          | Juan Diego Alba |
| 9.ª etapa  | 24 de dic | Paraíso – Paraíso                                               | etapa de media montaña   | 90,95          | Sebastián Moya Ramírez | Juan Diego Alba |
| 10.ª etapa | 25 de dic | Cantón de Heredia – Cantón de Heredia                           | etapa llana              | 99             | Gabriel Rojas          | Juan Diego Alba |

## Clasificaciones finales
Después de realizado el evento así fueron los resultados.

### Clasificación general
| \| Clasificación general \| Clasificación general \| Clasificación general \| Clasificación general \| Clasificación general \| \| Ciclista \| Ciclista \| Equipo \| Tiempo \| \| \| --------------------- \| ------------------------- \| ---------------------------- \| --------------------- \| --------------------- \| \| 1.º \| Juan Diego Alba[5] \| Movistar-Best PC \| 30 h 42 min 39 s \| \| \| 2.º \| Kevin Rivera \| 7C-Economy-Lacoinex \| + 55 s \| \| \| 3.º \| Sergio Arias \| Colono - Bikestation - Kölbi \| + 2 min 35 s \| \| \| 4.º \| Jymmi Santiago Montenegro \| Movistar-Best PC \| + 10 min 04 s \| \| \| 5.º \| Sebastián Moya Ramírez \| Colono - Bikestation - Kölbi \| + 15 min 37 s \| \| \| 6.º \| Bryan Obando \| Movistar-Best PC \| + 15 min 51 s \| \| \| 7.º \| Byron Guamá \| Movistar-Best PC \| + 17 min 28 s \| \| \| 8.º \| Daniel Bonilla \| Colono - Bikestation - Kölbi \| + 18 min 04 s \| \| \| 9.º \| Kenny Nijssen \| Universe Cycling Team \| + 20 min 49 s \| \| \| 10.º \| Esdras Morales \| Guatemala \| + 20 min 54 s \| \| |                           |                              |                  |
| |                           |                              |                  |
| Fuente: ProCyclingStats |                           |                              |                  |
| Clasificación general |                           |                              |                  |
| Ciclista | Ciclista                  | Equipo                       | Tiempo           |
| 1.º | Juan Diego Alba           | Movistar-Best PC             | 30 h 42 min 39 s |
| 2.º | Kevin Rivera              | 7C-Economy-Lacoinex          | + 55 s           |
| 3.º | Sergio Arias              | Colono - Bikestation - Kölbi | + 2 min 35 s     |
| 4.º | Jymmi Santiago Montenegro | Movistar-Best PC             | + 10 min 04 s    |
| 5.º | Sebastián Moya Ramírez    | Colono - Bikestation - Kölbi | + 15 min 37 s    |
| 6.º | Bryan Obando              | Movistar-Best PC             | + 15 min 51 s    |
| 7.º | Byron Guamá               | Movistar-Best PC             | + 17 min 28 s    |
| 8.º | Daniel Bonilla            | Colono - Bikestation - Kölbi | + 18 min 04 s    |
| 9.º | Kenny Nijssen             | Universe Cycling Team        | + 20 min 49 s    |
| 10.º | Esdras Morales            | Guatemala                    | + 20 min 54 s    |

### Clasificación por puntos
| Posición         | Ciclista        | Equipo                       | Puntos |
| ---------------- | --------------- | ---------------------------- | ------ |
| Líder por puntos | Kevin Rivera    | 7C - Economy - Lacoinex      | 96     |
| 2.º              | Sergio Arias    | Colono - Bikestation - Kölbi | 90     |
| 3.º              | Jewinson Varela | 7C - Economy - Lacoinex      | 90     |

### Clasificación de la montaña
| Posición            | Ciclista               | Equipo                               | Puntos |
| ------------------- | ---------------------- | ------------------------------------ | ------ |
| Líder de la montaña | Sebastián Moya Ramírez | Colono - Bikestation - Kölbi         | 60     |
| 2.º                 | Brian Salas            | Team Costa Frut - Go Rigo Go - Giant | 35     |
| 3.º                 | Juan Diego Alba        | Movistar-Best PC                     | 24     |

### Clasificación sub-23
| Posición            | Ciclista         | Equipo                  | Puntos           |
| ------------------- | ---------------- | ----------------------- | ---------------- |
| Líder de los sub-23 | Bryan Obando     | Movistar-Best PC        | 30 h 58 min 30 s |
| 2.º                 | Luis Daniel Oses | 7C - Economy - Lacoinex | a 5 min 12 s     |
| 3.º                 | Donovan Ramírez  | 7C - Economy - Lacoinex | a 10 min 06 s    |

### Clasificación de las metas volantes
| Posición                    | Ciclista       | Equipo                                                  | Puntos |
| --------------------------- | -------------- | ------------------------------------------------------- | ------ |
| Líder de las metas volantes | Jason Huertas  | Colono - Bikestation - Kölbi                            | 37     |
| 2º                          | Marcos Sánchez | Distribuidora Cruz - Tecnoforest - Atómica - Tramasport | 29     |
| 3º                          | Richard Zamora | Ciclo Café - Coffee Experts - Repuestos Mena - Volcano  | 14     |

### Clasificación por equipos
| Posición          | Equipo                                                 | Tiempo            |
| ----------------- | ------------------------------------------------------ | ----------------- |
| Líder por equipos | Movistar - Best PC                                     | 90:26:14          |
| 2.º               | 7C - Economy - Lacoinex                                | a 7 min 34 s      |
| 3.º               | Colono - Bikestation - Kölbi                           | a 19 min 20 s     |
| 4.º               | Selección Guatemala                                    | a 1 h 30 min 10 s |
| 5.º               | Ciclo Café - Coffee Experts - Repuestos Mena - Volcano | a 3 h 47 min 48 s |

## Evolución de las clasificaciones
| Etapa                   | Ganador de etapa        | Clasificación general | Clasificación por puntos | Clasificación de la montaña | Clasificación de las metas volantes | Clasificación de los jóvenes | Clasificación por equipos |
| ----------------------- | ----------------------- | --------------------- | ------------------------ | --------------------------- | ----------------------------------- | ---------------------------- | ------------------------- |
| 1.ª                     | Pablo Mudarra           | Pablo Mudarra         | Pablo Mudarra            | Larry Valle                 | John Jiménez                        | Luis Monteros                | Movistar-Best PC          |
| 2.ª                     | Donovan Ramírez         | Donovan Ramírez       | Donovan Ramírez          | Larry Valle                 | Marcos Sánchez                      | Donovan Ramírez              | Movistar-Best PC          |
| 3.ª                     | 7C - Economy - Lacoinex | Donovan Ramírez       | Gabriel Rojas            | Larry Valle                 | Marcos Sánchez                      | Donovan Ramírez              | 7C - Economy - Lacoinex   |
| 4.ª                     | Brian Salas             | Donovan Ramírez       | Jewinson Varela          | Brian Salas                 | Jason Huertas                       | Donovan Ramírez              | 7C - Economy - Lacoinex   |
| 5.ª                     | Kevin Rivera            | Sergio Arias          | Jewinson Varela          | Sebastián Moya Ramírez      | Jason Huertas                       | Donovan Ramírez              | 7C - Economy - Lacoinex   |
| 6.ª                     | Ricardo Rouillon        | Sergio Arias          | Jewinson Varela          | Sebastián Moya Ramírez      | Jason Huertas                       | Donovan Ramírez              | 7C - Economy - Lacoinex   |
| 7.ª                     | Byron Guamá             | Sergio Arias          | Jewinson Varela          | Sebastián Moya Ramírez      | Jason Huertas                       | Donovan Ramírez              | 7C - Economy - Lacoinex   |
| 8.ª                     | Richard Huera           | Juan Diego Alba       | Kevin Rivera             | Sebastián Moya Ramírez      | Jason Huertas                       | Bryan Obando                 | Movistar-Best PC          |
| 9.ª                     | Sebastián Moya Ramírez  | Juan Diego Alba       | Kevin Rivera             | Sebastián Moya Ramírez      | Marcos Sánchez                      | Bryan Obando                 | Movistar-Best PC          |
| 10.ª                    | Gabriel Rojas           | Juan Diego Alba       | Kevin Rivera             | Sebastián Moya Ramírez      | Jason Huertas                       | Bryan Obando                 | Movistar-Best PC          |
| Clasificaciones finales | Clasificaciones finales | Juan Diego Alba       | Kevin Rivera             | Sebastián Moya Ramírez      | Jason Huertas                       | Bryan Obando                 | Movistar-Best PC          |

## Resultados Oficiales
1. https://fecoci.net/wp-content/uploads/2023/12/RESULTADOS-ETAPA1-ACTUALIZADO.pdf
2. https://fecoci.net/wp-content/uploads/2023/12/RESULTADOS-ETAPA2.pdf
3. https://fecoci.net/wp-content/uploads/2023/12/RESULTADOS-ETAPA3.pdf
4. https://fecoci.net/wp-content/uploads/2023/12/RESULTADOS-ETAPA-4-V.2.pdf
5. https://fecoci.net/wp-content/uploads/2023/12/RESULTADOS-ETAPA5.pdf
6. https://fecoci.net/wp-content/uploads/2023/12/RESULTADOS-ETAPA-6-SIN-BOLETIN.pdf
7. https://fecoci.net/wp-content/uploads/2023/12/RESULTADOS-ETAPA-7.pdf
8. https://fecoci.net/wp-content/uploads/2023/12/RESULTADOS-ETAPA-8.pdf
9. https://fecoci.net/wp-content/uploads/2023/12/RESULTADOS-ETAPA-9.pdf
10. https://fecoci.net/wp-content/uploads/2023/12/RESULTADOS-ETAPA-10.pdf